# Olżew Wielki
Olżew Wielki (biał. Вялікае Вольжава, Вялікае Ольжава, Wialikaje Wolżawa, Wialikaje Olżawa; ros. Большое Ольжево, Bolszoje Olżewo) – wieś na Białorusi, w obwodzie grodzieńskim, w rejonie lidzkim, w sielsowiecie Tarnowszczyzna.

## Historia
Dawniej majątek ziemski. W XIX i w początkach XX w. położony był w Rosji, w guberni wileńskiej, w powiecie lidzkim,  w gminie Tarnowszczyzna. Należał wówczas do Kaszyców.
W dwudziestoleciu międzywojennym leżał w Polsce, w województwie nowogródzkim, w powiecie lidzkim, w gminie Tarnowo/Białohruda. W 1921 miejscowość liczyła 92 mieszkańców, zamieszkałych w 10 budynkach, wyłącznie Polaków. 75 mieszkańców było wyznania rzymskokatolickiego i 17 prawosławnego.
Po II wojnie światowej w granicach Związku Sowieckiego. Od 1991 w niepodległej Białorusi.